# Catherine Zeta-Jones
Catherine Zeta Jones o Catherine Zeta-Jones CBE (Swansea, 25 de setembre de 1969) és una actriu gal·lesa.

## Biografia
El seu nom real procedeix de la unió dels noms de les seves àvies, Catherine i Zeta El seu pare era un empleat en una fàbrica de llaminadures i la seva mare una modista d'origen irlandès i gal·lès. Catherine va ser la segona de tres germans (el gran es diu David i el petit Lyndon) i va ser educada en el catolicisme. A més de l'anglès, Catherine domina el gal·lès, l'espanyol i el francès. Sent encara nena, se li va practicar una traqueotomia que li va deixar una cicatriu, impossible d'ocultar, en el coll. Després que els seus pares guanyessin 100.000 £ en el bingo en la dècada dels 80, Jones i la seva família es va traslladar a St. Andrews Drive a Mayals, una zona de classe alta de Swansea. Va anar a la Dumbarton House School a Swansea i va deixar l'escola abans d'hora per seguir les seves ambicions artístiques. Va estudiar tres anys de teatre musical en diverses escoles d'art i interpretació en Chiswick.

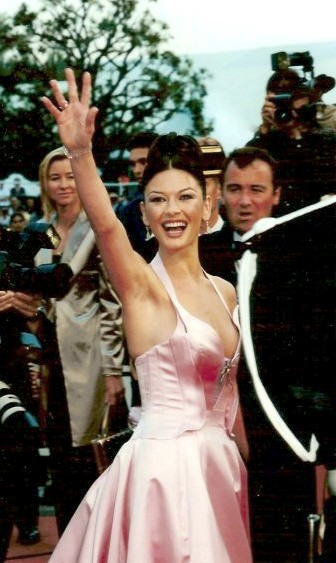
Catherine Zeta-Jones a Cannes, 1999.

La carrera artística de Zeta-Jones va començar en la seva infància. Va aconseguir fama local abans de complir els deu anys cantant i ballant en una companyia teatral d'una congregació catòlica. De ben jove, interpretava papers importants en musicals del West End londinenc i el 1990 va fer el seu debut al món del cinema, amb Les mil i una nits, del director francès Philippe de Broca.
La seva exòtica bellesa i les seves aptituds per a la cançó i la dansa suggerien un futur prometedor en el gènere musical, però Catherine es va decantar per un altre tipus de papers. L'èxit li va arribar de la mà de la sèrie britànica The Darling Buds of May (1991), en la qual va interpretar al personatge Mariette. El 1996 va actuar en la pel·lícula El Fantasma, en el paper de Sala. No obstant això, va ser amb La màscara del Zorro (1998), protagonitzada amb Antonio Banderas, que va obtenir renom internacional.
El 1999 va protagonitzar dos grans èxits de taquilla, Entrapment, al costat de Sean Connery, i The Haunting, però la seva consagració com a actriu dramàtica va arribar el 2000 amb el llargmetratge Traffic, de Steven Soderbergh. El 2001 va protagonitzar al costat de Julia Roberts la comèdia La parella de l'any. El 2003 va guanyar un Oscar a la millor actriu secundària pel seu paper a Chicago i va protagonitzar al costat de George Clooney la pel·lícula Intolerable Cruelty dirigida pels germans Coen. El 2004 protagonitza The Terminal de Steven Spielberg al costat de Tom Hanks i s'incorpora al repartiment d'Ocean's Twelve, on la torna a dirigir Steven Soderbergh. El 2005 va protagonitzar La llegenda del Zorro de nou al costat d'Antonio Banderas.
El 2007 va estrenar dues noves pel·lícules: la comèdia Sense reserves, remake de la cinta alemanya Deliciosa Martha, i el drama L'últim gran mag que es va presentar mundialment en el Festival de Toronto. Entre 2009 i 2010 estrena la comèdia La meva segona vegada. Al desembre de 2009, després de vint anys d'absència al món teatral, va debutar a Broadway, compartint cartell amb la veterana Angela Lansbury en la reposició del musical A Little Night Music, original de Stephen Sondheim. L'obra va obtenir un gran èxit de crítica i públic i, per la seva interpretació de Desirée, Catherine va rebre, entre altres guardons, el premi Tony com a millor actriu de musical.
Actualment i des del 18 de novembre del 2000 està casada amb l'actor Michael Douglas i tenen dos fills. Catherine i Michael comparteixen el mateix dia d'aniversari però amb una diferència exacta de 25 anys." En el seu casament va actuar el cor tradicional gal·lès Côr Cymraeg Rehoboth.
El 2012, després de 3 anys d'absència de les pantalles cinematogràfiques, torna al cinema participant en tres noves pel·lícules: la comèdia esportiva Un bon partit del director italià Gabriele Muccino, la cinta Lay the Favorite dirigida per Stephen Frears (el repartiment de la qual inclou Bruce Willis) i l'adaptació del musical de Broadway Rock of Ages al costat de Tom Cruise i Alec Baldwin entre d'altres. El 2013 va estrenar la cinta La trama, el repartiment de la qual inclou Mark Wahlberg i Russell Crowe, la pel·lícula Side Effects, que protagonitza al costat de Jude Law i Roney Mara (la seva tercera col·laboració amb el director Steven Soderbergh), i  RED 2 amb Bruce Willis i Helen Mirren.
El 2016 va protagonitzar la comèdia bèl·lica Dad's Army, basada en l'homònima i reeixida sèrie dels anys '70; i pel 2017 té previst el drama biogràfic The goodmother, en el qual donarà vida a la temuda narcotraficant colombiana Griselda Blanco.

### Vida personal
Zeta-Jones està casada des de 2000 amb l'actor Michael Douglas, amb qui té un fillastre: Cameron Douglas, que va ser empresonat el 2010 per delictes de drogues i dos fills: Dylan Michael Douglas, nascut el 15 d'agost de 2000, i Carys Zeta Douglas, nascuda el 20 d'abril de 2003. Una recent publicació va anunciar que l'estrella i el seu marit ingressen més de 170 milions de dòlars anuals, la qual cosa els converteix en una de les parelles més riques de Hollywood. Viuen amb els seus fills entre Mallorca i les Bermudes, però tenen cases a Gal·les, Los Angeles, Nova York i Vancouver. A finals d'abril de 2013, Catherine Zeta-Jones va ingressar per segona ocasió en una institució de salut mental per controlar el seu trastorn bipolar, que li va ser diagnosticat originalment el 2011
El 4 d'agost de 2013 s'anuncia que Catherine i Michael se separen Però el 2 de gener de 2014 es va anunciar la seva reconciliació. Un paparazzi va aconseguir la foto en què la parella està amb els seus dos fills i amb els anells de noces. Amics propers diuen que la parella està pensant a renovar vots el dia dels seus aniversaris (tots dos van néixer un 25 de setembre). Va aparèixer per primera vegada en la llista de les dones més belles del món el 1999, i des de llavors, és considerada una de les actrius més belles del món. El 2008, una enquesta duta a terme entre 8000 dones de diferents capitals del món, la va triar com la dona més bella de tots els temps, seguida de Gisele Bündchen i Brigitte Bardot

## Filmografia
| Any  | Film                                                                   | Paper                      | Observacions |
| ---- | ---------------------------------------------------------------------- | -------------------------- | --- |
| 1990 | Les 1001 nuits                                                         | Sheherazade                | |
| 1991 | Out of the Blue                                                        | Chirsty                    | BBC Television Play |
| 1991 | The Darling Buds of May                                                | Mariette                   | |
| 1992 | Les aventures de Cristòfor Colom (Christopher Columbus: The Discovery) | Beatriz                    | |
| 1992 | Coup de foudre                                                         | Desconegut                 | |
| 1992 | The Adventures of Young Indiana Jones: Daredevils of the Desert        | Maya                       | |
| 1993 | Splitting Heirs                                                        | Kitty                      | |
| 1993 | The Young Indiana Jones Chronicles                                     | Maya                       | |
| 1994 | The Cinder Path                                                        | Victoria Chapman           | |
| 1994 | The Return of the Native                                               | Eustacia Vye               | |
| 1995 | Catherine the Great                                                    | Catherine II               | |
| 1995 | Una vida sense por (Blue Juice)                                        | Chloe                      | |
| 1996 | The Phantom                                                            | Sala                       | |
| 1996 | Titanic (TV, minisèries)                                               | Isabella Paradine          | Minisèries de televisió |
| 1998 | La màscara del Zorro                                                   | Eléna (De La Vega) Montero | Premi Blockbuster Entertainment |
| 1999 | Entrapment                                                             | Virginia Baker             | Premi Blockbuster Entertainment |
| 1999 | The Haunting (La casa infernal) (The Haunting)                         | Theo                       | Nominada - Premi Blockbuster |
| 2000 | High Fidelity                                                          | Charlie Nicholson          | |
| 2000 | Traffic                                                                | Helena Ayala               | Nominada − Globus d'Or a la millor actriu secundària                                                                               |
| 2001 | La parella de l'any (America's Sweethearts)                            | Gwen Harrison              | |
| 2002 | Chicago                                                                | Velma Kelly                | Oscar a la millor actriu secundària BAFTA a la millor actriu secundària Nominada − Globus d'Or a la millor actriu musical o còmica |
| 2003 | Simbad, la llegenda dels set mars (Sinbad: Legend of the Seven Seas)   | Marina                     | Veu |
| 2003 | Intolerable Cruelty                                                    | Marylin Rexroth            | |
| 2004 | The Terminal                                                           | Amelia Warren              | |
| 2004 | Ocean's Twelve                                                         | Isabel Lahiri              | Nominada - Broadcast Film Critics Association                                                                                      |
| 2005 | La llegenda del Zorro                                                  | Elena de la Vega Murrieta  | Nominada People's Choice Awards |
| 2007 | No Reservations                                                        | Kate Armstrong             | |
| 2007 | Death Defying Acts                                                     | Mary McGarvie              | |
| 2009 | The Rebound                                                            | Sandy                      | |
| 2012 | Lay the Favorite                                                       | Tulip                      | |
| 2012 | Rock of Ages                                                           | Patricia Whitmore          | |
| 2012 | Playing for Keeps                                                      | Denise                     | |
| 2013 | Broken City                                                            | Cathleen Hostetler         | |
| 2013 | Side Effects                                                           | Dr. Victoria Siebert       | |
| 2013 | Red 2                                                                  | Katja                      | |
| 2016 | Dad's Army                                                             | Rose Winters               | |